# Robert Michaelis von Olshausen
Robert von Michaelis Olshausen (Kiel, 3 luglio 1835 – Berlino, 1º febbraio 1915) è stato un chirurgo e ginecologo tedesco.
Era figlio di Justus Olshausen (1800-1882), professore di lingue orientali presso l'Università di Kiel.

## Biografia
Nel 1857 ha conseguito il dottorato presso l'Università di Königsberg, e poi ha servito come assistente di Eduard Arnold Martin a Berlino e di Anton Friedrich Hohl presso l'Università di Halle. Nel 1863 è diventato professore associato presso Halle, seguito da un professore nel corso dell'anno successivo. Nel 1887 è tornato a Berlino come successore di Karl Schroeder come direttore dell'università Frauenklinik.
Egli è accreditato per l'introduzione di nuove tecniche ostetriche in chirurgia. È stato editore della rivista Zeitschrift für Geburtshilfe und Gynäkologie, e con Johann Veit (1852-1917) ha pubblicato Lehrbuch der Geburtshülfe (dal 1888, 10 al 12 edizioni, l'ultima nel 1899 come Der Lehrbuch Geburshülfte).

## Eponimi
La sospensione di Olshausen consiste in una sutura dei legamenti rotondi dell'utero e di una porzione dei legamenti larghi dell'utero alla parete addominale: si tratta di una procedura chirurgica per una retroflessione uterina quando si verifica un imprevisto in gravidanza.

## Opere principali
- Krankheiten der Ovarien, in Theodor Billroth Handbuch der Frauenkrankheiten, Stuttgart, 1877. 2ª edizione in Theodor Billroth e Georg Albert Lücke, pubblicato in Deutsche Chirurgie, Berlino, 1886
- Über ventrale Operation bei Prolapsus und Retroversio uteri, Zentralblatt für Gynäkologie, Lipsia, 1886, 10: 698-701.
- Über Exstirpation der Vagina, Zentralblatt für Gynäkologie, Lipsia, 1895, 19: 1-6.
- Lehrbuch der Geburtshilfe, con Johann Veit. 5ª edizione, Bonn, 1902.[2]